# Unió Democràtica Nacional
Unió Democràtica Nacional (UDN) fou una coalició electoral, d'inspiració liberal, constituïda per a les eleccions per l'Assemblea Constituent del 1946 en les que va obtenir el 6,79% dels vots (1.560.638 vots) i 41 escons. També va obtenir un escó a les eleccions regionals de Sicília de 1947. La coalició era formada per:
- Partit Liberal Italià (PLI)
- Partit Democràtic del Treball (PDL)
- Unió Nacional per la Reconstrucció, de Francesco Saverio Nitti

a les quals s'hi afegiren:
- Aliança Democràtica de la Llibertat, di Arturo Labriola
- Moviment Nacional Unitari i Antiseparatista

Entre els diputats electes hi hagué Vittorio Emanuele Orlando, Francesco Saverio Nitti, Luigi Einaudi, Benedetto Croce, Enrico De Nicola, Gaetano Martino, Giuseppe Paratore, Ivanoe Bonomi, Raffaele De Caro, Meuccio Ruini, Enrico Molè, Bruno Villabruna, Epicarmo Corbino i Aldo Bozzi.